# Taxeotis semifusca
Taxeotis semifusca là một loài bướm đêm trong họ Geometridae.